# Crematogaster ashmeadi
Crematogaster ashmeadi là một loài kiến. Chúng thường xuất hiện ở vùng Đông Nam Hoa Kỳ..